# Languedoc
Languedoc var oprindeligt en provins i den sydlige del af Frankrig.
Navnet betyder "sprog af oc" – oc er det provençalske ord for "ja" i modsætning til gammelfransk oïl – og navnet er nogle gange brugt om hele det provençalsk-talende Sydfrankrig. Provinsen Languedoc var underlagt greverne af Toulouse og kom under direkte kontrol af Frankrigs konger i 13. århundrede, men bevarede dog noget selvstyre. Provinsen blev afskaffet som administrativ enhed efter den franske revolution.
Languedoc-Roussillon er en fransk region, der blev oprettet i det 20. århundrede og dækker omtrent samme område.